# Zaháj
Zaháj (německy Sahaj, do roku 1945 Derflík) je malá vesnice a část obce Tisová v okrese Ústí nad Orlicí. Nachází se asi 1,5 kilometru severně od Tisové. Zaháj leží v katastrálním území Tisová u Vysokého Mýta o výměře 10,98 km².